# آفاتلو
آفاتلو (به ترکی آذربایجانی: Afatlu) یکی از روستاهای جمهوری آذربایجان است که از توابع شهر خان‌کندی است.